# مارجوري سكاردينو
السيدة مارجوري سكاردينو ، ولدت في اريزونا يوم 25 جانفي 1947 هي مديرة أعمال بريطانية أمريكية المولد. وهي الرئيس التنفيذي السابق لشركة برسون بي ال سي . أصبحت سكاردينو أحد أمناء منظمة أوكسفام خلال فترة عملها في بيرسون. 
انضمت إلى مجلس إدارة تويتر في ديسمبر 2013 وكانت أول مديرة لتويتر ، بعد جدل شمل نقص التنوع في مجلس إدارة تويتر.  